# Gangosa
A gangosa é uma ferida inflamatória do nariz e da faringe, frequente nos países tropicais. A afecção traduz-se por ulcerações superficiais, seguidas da destruição progressiva do tecido e das paredes ósseas das cavidades bucal e nasal, que se reunem para formar uma única e grande cavidade, o que ocasiona perda de olfato e do paladar. Os lábios e o contorno dos olhos podem ser atingidos pelo processo de destruição. A origem específica desta doença permaneceu por muito tempo desconhecida; no princípio, foi considerada como manifestação leprosa ou de origem sifílica; sabe-se que a gangosa é uma forma de bouba.

## Tratamento
A gangosa é sensível a medicamentos como os arsenicais, a penicilina e outros antibióticos. O avanço da doença é detido com os medicamentos mas os danos causados aos tecidos dificilmente serão reparados.